# Бат (богиня)
Бат — богиня-корова в єгипетській міфології, яку зображували з обличчям жінки з коров'ячими вухами і рогами. До часу Середнього царства, її особливі риси й атрибути були додані до рис богині Хатхор.

## Місця поклоніння

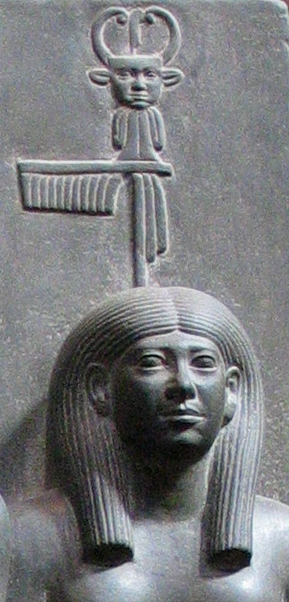
Богиня Бат. Каїрський єгипетський музей.

Поклонятися богині почали в найдавніші часи і це може мати зв'язок з початком розведення великої рогатої худоби в пізньому палеоліті. Бат була богинею давньоєгипетського міста Сешеша, яке також було відоме як місто Ху або Діосполіс Парва, воно знаходилось в районі сьомого нома Верхнього Єгипту.

## Ім'я
Існує припущення, що слово «бат» могло бути пов'язане зі словом «ба» до якого був доданий суфікс «т». Ба людини відповідає чоловічому або жіночому роду і часто перекладається як «душа». Це слово можна також перекласти як «влада» або «бог».

## Зображення
Богиню Бат дуже рідко зображували на фресках і у вигляді скульптур. Одним з відомих прикладів була палета фараона Нармера, у верхній частині якої зображені голови богині з яскраво вираженими рисами корови. В інших випадках її зображували у вигляді небесної корови, яку оточували зірки, або як жінку. Найчастіше Бат можна побачити на амулетах у вигляді жіночої голови з коров'ячими вухами й рогами, які закручуються всередину, як у найперших видів великої рогатої худоби, що їх одомашнювали єгиптяни. З часом Бат почали ототожнювати з сістром, а центр її культу був відомий як «Палац сістра». Сістр це музичний інструмент, що за зовнішнім виглядом нагадував анх, який був одним з найбільш часто використовуваних священних інструментів в храмах Давнього Єгипту. На деяких музичних інструментах були зображення Бат, на яких її голова й шия виконували роль стилізованої ручки та підстави, а між рогами кріпилося брязкальце. Її образ повторювався з двох сторін, про що є згадки в Текстах пірамід:
| Ліві лапки | Я та, яку вихваляють; я велична; я Бат з двома обличчями; я та, яка врятувалася і я врятувала саму себе від усього зла. | Праві лапки |

## Зв'язок з Хатхор
Зображення Бат в образі божественної корови дивним чином схожі на зображення богині родом з Нижнього Єгипту Хатхор. На плоских зображеннях обох богинь розміщували обличчям до глядача (в фас), а не в профіль, що було властиво традиційному зображенню богів. Різнилися зображення лише тим, що у Бат роги були закручені всередину, а у Хатхор злегка назовні. Цілком можливо, що це пов'язано з різними породами худоби, які розводили в той час.
Культовий центр поклоніння Хатхор перебував у шостому номі Верхнього Єгипту, а у богині Бат поруч, у сьомому номі, що може свідчити про те, що вони цілком могли бути однією й тією ж богинею в додинастичному Єгипті. В Середньому царстві, культ Хатхор поглинув культ Бат, подібне злиття бувало й раніше в єгипетському пантеоні.

## У сучасній культурі
У другому сезоні драматичного серіалу «Справжня кров», який проходив на каналі HBO, в сценах була показана статуя, яка схожа на зображення Бат часів культури Накада. За серіалом, ця статуя була священним зображенням оргічного культу Менади, яка у свою чергу була супутницею Діоніса. Статуя належала  Меріан Форрестер. Згідно з сюжетом, статуя викликала інтерес у Сема Мерлотті і на першій зустрічі з Маріан, їй (Маріан) здалося, що Сем може стати відмінною жертвою в ритуалі, який може повернути до життя Діоніса. Цей сюжет був основною рушійною силою другого сезону.